# Lydekini excerpter
Lydekini excerpter är den längsta bilagan till Äldre Västgötalagen i handskrift KB B 59, den äldsta boken på svenska. Göran B. Nilsson har hävdat att den tillkommit på ett sätt som gör att den istället bör kallas Laurentius bok.
Aktstycket består huvudsakligen av lagtextbitar utan större ordning, och avslutas med en mening på latin: ’’Explicit liber laurencij quem scripsit lydekinus’’, på svenska ’’(Här) slutar Lars bok, som Lydeke har skrivit’’.
På mitten av 1600-talet lade riksantikvarien Johannes Bureus till rubriken "Extract ur Westg. Lagen yngre". I den första vetenskapliga textutgåvan, av Collin och Schlyter 1827, satte utgivarna rubriken ”Lydekini excerpter och antekningar” och i den kommenterade översättningen till nusvenska av Holmbäck och Wessén 1946 blev rubriken ”Lydekini excerpter ur Yngre Västgötalagen och andra källor”. Båda utgivarparen ansåg att texten tillkommit genom att en skrivare haft framför sig dels B 59, dels en handskrift med Yngre Västgötalagen, varefter han excerpterat (kopierat) alla nyheter som stod i den yngre lagen, så att den gamla handskriften blev aktualiserad. Ett problem var att Lydekinus endast antecknat en liten del av nyheterna i Yngre Västgötalagen (som är dubbelt så omfattande som Äldre Västgötalagen) samt att en stor del av hans anteckningar inte har någon motsvarighet i den yngre lagen. Skillnaderna förklarades ibland med att skrivaren skulle ha arbetat med en annan version av den yngre lagen än den som har bevarats till oss i ett enda exemplar (handskrift KB B 58).
År 2011 hävdade Göran B. Nilsson att texten inte utgörs av excerpter ur en befintlig lag, utan att den består av en kyrkomans anteckningar, förda inför och under förhandlingar om den revidering av lagen som resulterade i Yngre Västgötalagen. Den skall således bestå av förslag till lagtexter, som har nedtecknats av en klerk som har arbetat på uppdrag av Skara domkapitel. Kyrkan ville ändra lagen i överensstämmelse med den kyrkliga, kanoniska rätten samt införa böter även till kyrkan vid många lagbrott. Nilsson föreslog som en rimlig tolkning att det hade varit Laurentius som fört löpande anteckningar och att sedan Lydekinus skrivit rent dessa. Han föreslog att texten i fortsättningen skall benämnas ”Laurentius bok”. Att texten avslutas med en notering om förhållanden i Vidhem år 1325 menade Nilsson berodde på att denna rad tillfogats av en annan hand och att den således inte kan användas som annat än ett sista tillkomstdatum.
De 65 första anteckningarna har i stort sett genomförts i Yngre Västgötalagen. Nr 66 är ett utdrag på latin ur kanonisk rätt. Anteckningarna nr 67-151 är endast delvis genomförda. De bör enligt Nilsson hänföra sig till senare förhandlingar omkring 1315.
Angående skrivaren menade Natanael Beckman att Lydekinus var en präst känd från Lödöse några år efter att boken nedtecknats. Namnet tyder på lågtysk börd även om han enligt Beckman dåligt berhärskade svenskan var stilen driven. Han menade vidare att Lydekinus efter skrivaruppdraget befordrats till Lödöse, där hans förmodade färdigheter i lågtyska kunnat användas bland sjömännen.